# Lac-des-Rouges-Truites
Lac-des-Rouges-Truites is een gemeente in het Franse departement Jura (regio Bourgogne-Franche-Comté) en telt 331 inwoners (1999). De plaats maakt deel uit van het arrondissement Saint-Claude.

## Geografie
De oppervlakte van Lac-des-Rouges-Truites bedraagt 19,6 km², de bevolkingsdichtheid is 16,9 inwoners per km².

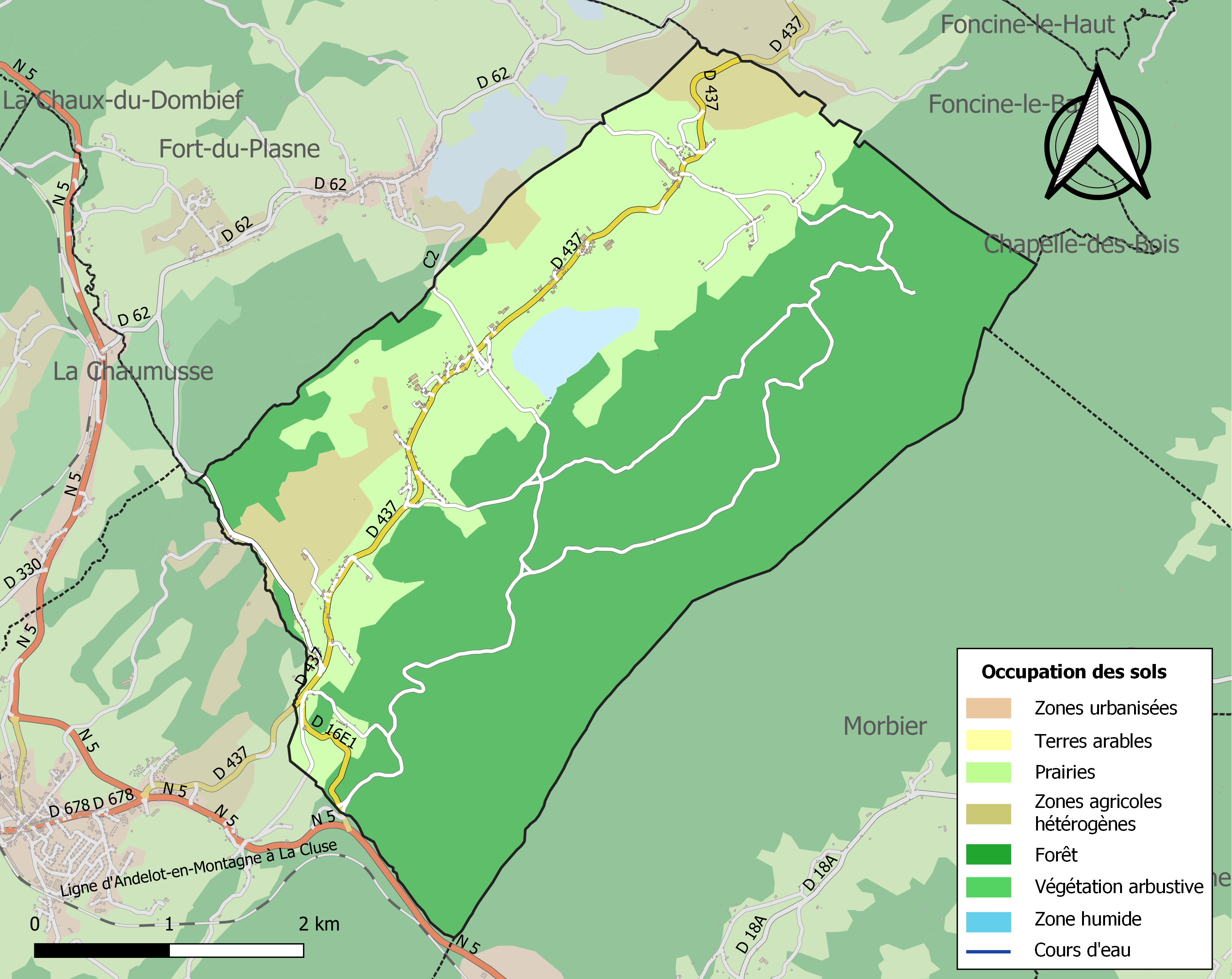
Kaart van de gemeente met de belangrijkste infrastructuur, bodemgebruik en omliggende gemeenten

## Demografie
Onderstaande figuur toont het verloop van het inwonertal (bron: INSEE-tellingen).